# Sinjin Smith
Christopher St. John („Sinjin“) Smith (* 7. Mai 1957 in Santa Monica, Kalifornien) ist ein US-amerikanischer Volleyballspieler. Er gilt als Mitbegründer des modernen Beachvolleyballspiels. Sinjin Smith dominierte mit seinem Partner Randy Stoklos den Beachvolleyballsport von 1981 bis 1993. Auch die Gesamtsiege der ersten vier FIVB World Tours 1989/90, 1990/91, 1991/92 und 1992/93 gingen an Smith/Stoklos. Auf der AVP-Tour wurde Sinjin Smith von 1990 bis 1992 zum „besten Abwehrspieler“ gewählt. Bei den Olympischen Spielen 1996 in Atlanta erreichte er mit Carl Henkel Platz fünf.
2003 wurde Sinjin Smith in die „Volleyball Hall of Fame“ aufgenommen.